# Asociația Drumeților din Munții Înalți ai României
Asociația Drumeților din Munții Înalți ai României (A.D.M.I.R.), a fost o asociație de turism din România fondată în data de 14  iulie 1929. A.D.M.I.R. și-a desfășurat activitatea în Munții Făgăraș Bucegi, Piatra Craiului, Iezer-Păpușa. 
La 25 iunie 1931 se constituie la Câmpina, prima filială a asociației, iar în septembrie 1931 secția Câmpulung-Muscel care a pornit la realizarea unui vast program: refugiul Grindu (Cabana Radu Negru), Cabana Voina (mai târziu Vlaicu Vodă), refugiul Vacarea, refugiul Zănoaga și refugiul Iezer de la Lacul Iezer.
În mai 1933 apare primul număr al „Buletinului Alpin”, revistă de alpinism și drumeție de munte, înființată de  ADMIR în scopul propagării, a frumuseților alpine ale munților noștri.
În 15 septembrie 1934 se înființează sediul din Ploiești al asociației, cu activitate în munții Bucegi, ce avea să colaboreze la ridicarea Cabanei Babele.
La 31 martie 1935 se pun bazele sediului ADMIR București, care din motive de ordin administrativ, a fost desființat în luna mai 1938.
Ca urmare a înființării „Federației Societăților de Turism din România” (F.S.T.R.), asociația ADMIR se afiliază la această structură turistică în aprilie 1935.
La 2 mai 1936 se înființează, la Pitești, cea de-a treia secție ADMIR. Acestei secții i se datorează construirea cabanelor Vlad Țepeș de la Cumpăna, de la Piscul Negru, Lacul Călțun și Căldarea Negoiului, trasarea de kilometri de marcaje pe versantul sudic al Făgărașilor.
În data de 20 septembrie 1936, după șapte ani de eforturi, se inaugurează construcția la Cabana Babele pe terenul proprietatea asociației. Cabana Babele va fi dată în folosință la 1 noiembrie 1937.
La 24 octombrie 1937 se înființează, în orașul Făgăraș, cel de-al patrulea sediu ADMIR. Secțiunea Făgăraș a pornit realizarea unei cabane în regiunea Viștea, Făgăraș.
În timpul existenței sale, Asociația Drumeților din Munții Înalți ai României s-a numărat printre primii exploratori ai munților Bucegi, preocupându-se de inițierea alpiniștilor în escaladări mai grele. De asemenea, a avut o activitate susținută, prin trasarea 337 km de marcaje: 155 km în Făgărș, 107 km în Piatra Craiului și 75 km în Iezer-Păpușa și zonele învecinate.